# エルネスティナ (小惑星)
エルネスティナ (698 Ernestina) は小惑星帯に位置する小惑星である。ハイデルベルクでヨーゼフ・ヘルフリッヒによって発見された。
発見者の息子エルンスト・ヴォルフにちなんで命名された。